# 西田钩丝壳
西田钩丝壳（学名：Uncinula nishidana）是属于白粉菌目白粉菌科钩丝壳属的一种真菌，寄生在梧桐上。该种分布于中国、日本、印度。